# Nicomède II
Pour les articles homonymes, voir Nicomède.
Nicomède II Épiphane (grec : Νικομήδης Β' ὁ Ἐπιφανής) est roi de Bithynie de 149 à 127 av. J.-C.

## Biographie
Nicomède est le fils de Prusias II, qui menace de le mettre à mort. Nicomède prend alors les devants et se révolte avec l'appui d'Attale II, souverain de Pergame et ennemi de son père, et fait assassiner ce dernier pour s'emparer du pouvoir.
Nicomède II s'allie dans un premier temps aux Romains, car il ambitionne d'obtenir la Grande-Phrygie, mais en vain. Il doit même renoncer à la Paphlagonie sous la pression romaine, épisode qui, selon les historiens antiques, lui cause un tel chagrin qu'il en meurt.

## Littérature
C'est de l'épisode de la prise du pouvoir par Nicomède II que le tragédien français Corneille a tiré le sujet de sa pièce Nicomède.